# Linsey MacDonald
Linsey MacDonald, född den 12 februari 1964 i Dunfermline, Fife, är en brittisk friidrottare inom kortdistanslöpning.
Hon tog OS-brons på 4 x 400 meter stafett vid friidrottstävlingarna 1980 i Moskva. 